# Albánci v Itálii
Albánci v Itálii (italsky: Albanesi in Italia; albánsky: Shqiptarët në Itali) jsou albánští migranti a jejich potomci žijící v Itálii. Svůj původ uvádí v Albánii, Řecku a po rozpadu Jugoslávie i v Kosovu, Severní Makedonii a dalších územích na Balkáně, kde se vyskytují albánsky mluvící menšiny. Tito migranti jsou různého vyznání, nejčastěji jsou to katolíci, pravoslavní, protestanti, sunnitští muslimové nebo ateisté. 
Mezi Albánce v Itálii se počítají i Arberešové, kteří žijí hlavně v Apulii, Basilicatě, Kalábrii a na jihu státu. Většina těchto migrantu přišla z Albánie přes moře a právě proto se vyskytují až do dnešních dnů spíše v jižní části země. 
Arberešové se na jihu Itálie usadili již během 15. a 16. století a důvodem migrace byla expanze Osmanské říše, která postupně z balkánských zemí tvořila své kolonie a rozšiřovala zde islám. Mnoho křesťanů se tak rozhodlo k útěku a žádali o azyl v Neapolském a Sicilském království (obě byly v té době pod nadvládou Aragonců). Zde získali Arberešové své vlastní vesnice a byli tak pod ochranou. V roce 1976 se k této etnického skupině v Itálii přihlásilo čtvrt milionu obyvatel.

## Historie

### Středověk
Apeninský poloostrov na druhé straně Jaderského moře lákal Albánce z Balkánského poloostrova více než půl tisíciletí. Viděli jej jako bránu do Západní Evropy. Středověcí předci Arberešů byli historicky prvními Albánci, kteří se rozhodli emigroval právě do Itálie. Vybírali si převážně Neapolské království, Sicilské království a Benátskou republiku.
Během 14. a 16. století se skupinky Albánců postupně začaly usazovat na jihu poloostrova. Emigrovali hlavně z politický a sociálních důvodů, především kvůli islamizaci, kterou přinášela expanze Osmanské říše na Balkán. Většina středověkých albánských migrantů byli Toskové pocházející z Epiru a tvořili svou vlastní etnickou a lingvistickou skupinu.

### Novověk
Po pádu komunistického režimu v Albánii v roce 1990 se Itálie stala hlavním cílem migrantů, kteří chtěli zemi opustit. Migrace byla zapříčiněna hlavně nestabilní ekonomikou a sociálním životem, dále pak strachem z války a demokratizace Albánie.
Asi 3 týdny po pádu režimu přišlo do Itálie přes Otrantský průliv 25 700 Albánců (březen 1991). V srpnu roku 1991 poté přišlo dalších 20 tisíc do přístavu Bari přes Vloru. Italská vláda klasifikovala Albánce jako nelegální ekonomické migranty a zachytávala je v táborech na jihu země. Albánci často připlouvali po moře, kvůli tomu pak na pobřeží Apulie hlídala příchozí armáda.
Itálie byla pro mnoho Albánců během komunistického režimu symbolem západu díky své zeměpisné poloze. Albánie byla svého času italskou kolonií a to bylo i dalším důvodem, proč k ní Albánci vzhlíželi. Podobnost jazyků přitáhla do Itálie i Rumuny, zatímco Albánci sdíleli pouze pár slov, více byla albánština ovlivněna angličtinou. Itálie na migraci zareagovala zákonem, který všem příchozím před koncem roku 1989 garantovala dvouleté vízum v zemi. 
Migraci Albánců považovala italská společnost za negativní. V 90. letech 20. století hrála italská média důležitou roli týkající se dehonestace migrantů a šíření dezinformací o nich. Dále byli Albánci známí organizovaným zločinem a ilegálními aktivitami. Některé novinové články obvinili Albánce ze šíření cholery v Bari.
Od března roku 1997 zavedla přísné hlídání hranic na Jaderském moři, aby mohla migraci lépe kontrolovat. Výsledkem je, že mnoho albánských migrantů není v zemi legálně. Ze 150 tisíc zaznamenaných albánský migrantů v roce 1998 jich pouze 82 tisíc registrovaly úřady. Dohromady tedy může v Itálii žít až 800 tisíc Albánců.
Italská vláda přijala mnoho kosovských Albánců do arberešských osad, hlavně do Piana degli Albanesi na Sicílii. 

## Demografie

### Populace
Regiony s největšími albánskými komunitami jsou Emilia-Romagna, Furlansko-Julské Benátsko, Lombardie, Toskánsko, Piemont a Benátsko. Všechny se nacházejí na severovýchodě, severozápadě a centrální části země. Menší komunity pak nalezneme v Údolí Aosty, Basilicatě, Molise a Sardinii. 
Středověká populace Albánců však žila v Basilicatě, Kalábrii a Sicílii, tedy na jihu země.
Albánská populace v Itálii, tedy ta část, která měla v Albánii i občanství, vzrostla především po pádu komunistické režimu v 90. letech 20. století a růst pokračoval až do začátku 21. století. Mezi lety 2003 a 2009 vzrostl počet obyvatel této národnosti z 216 582 na 441 396, tedy o 103 %. V letech 2014-18 vzrostla už jen o 11 %. 
Populace Albánců v Itálii z roku 2019:
| Region                    | Albánští občané | Kosovští občané |
| ------------------------- | --------------- | --------------- |
| Údolí Aosty               | 735             | 5               |
| Abruzzo                   | 11 830          | 1 612           |
| Apulie                    | 22 733          | 185             |
| Basilicata                | 1 956           | 13              |
| Emilia-Romagna            | 57 969          | 2 470           |
| Furlansko-Julské Benátsko | 9 588           | 3 519           |
| Kalábrie                  | 2 940           | 62              |
| Kampánie                  | 7 064           | 136             |
| Lazio                     | 24 454          | 1 827           |
| Ligurie                   | 21 866          | 393             |
| Lombardie                 | 92 332          | 8 400           |
| Marche                    | 15 863          | 917             |
| Molise                    | 807             | 173             |
| Piemont                   | 40 919          | 622             |
| Sardinie                  | 682             | 37              |
| Sicílie                   | 9 062           | 79              |
| Toskánsko                 | 62 066          | 5 608           |
| Tridentsko-Horní Adiže    | 11 310          | 3 273           |
| Umbrie                    | 13 093          | 644             |
| Benátsko                  | 33 758          | 10 533          |
| Itálie                    | 441 027         | 40 508          |

### Vyznání
Albánci a lidé, kteří se již kompletně sžili s italskou kulturou, jsou různého náboženského vyznání. Tradičně se jedná o křesťany a muslimy, katolíky a pravoslavné, sunnitské muslimy a súfisty. V menší části se jedná i o evangelíky, židy, protestanty či ateisty. Jedná se tak o národ, který má rekordní počet druhů vyznání v Evropě.
V roce 2011 a 2012 proběhl výzkum, který analyzoval albánské migranty v Itálii. Podle něj jsou zdejší Albánci rozděleni podle vyznání následně:
- Muslimové - 41,5 %
- Křesťané - 38,7 %
- bez vyznání - 17,8 %
- ostatní - 1,7 %

## Významné osobnosti
Vybrané osobnosti:

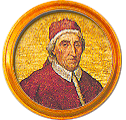
Papež Klement XI.
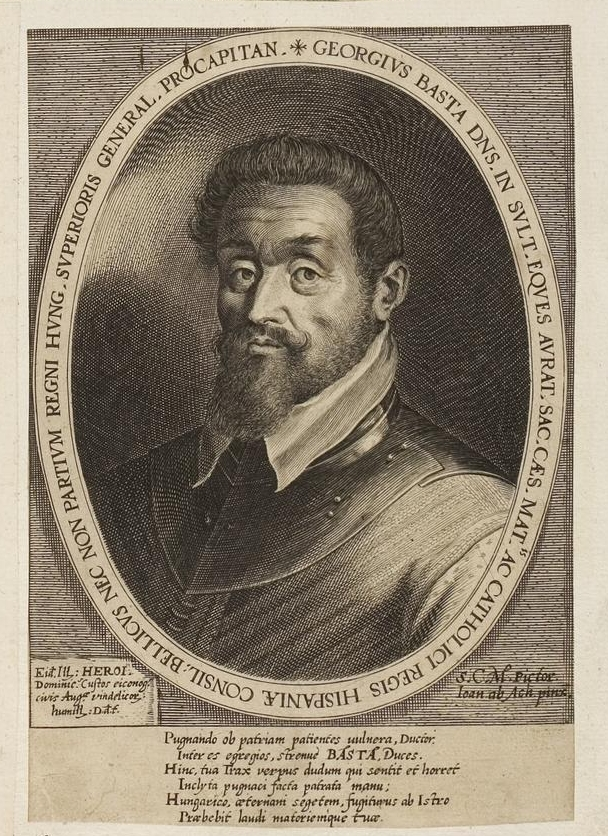
Giorgio Basta
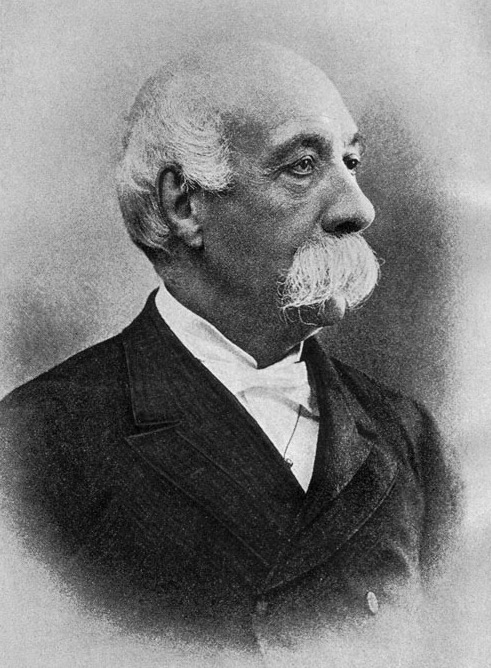
Francesco Crispi
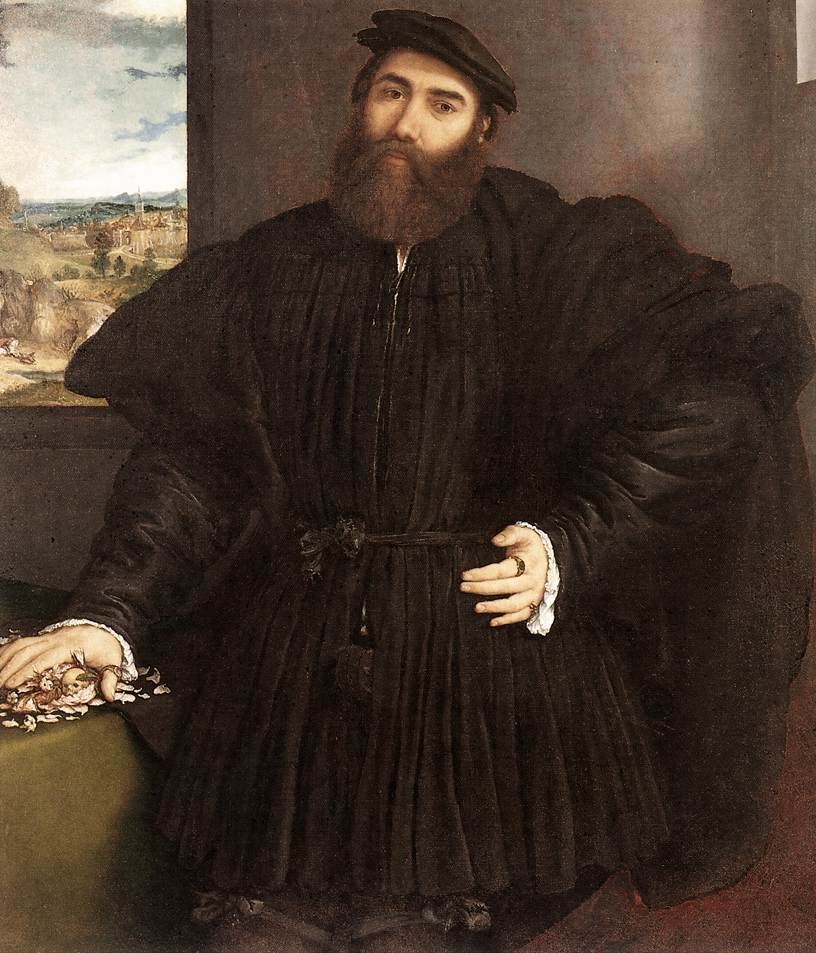
Mercurio Bua
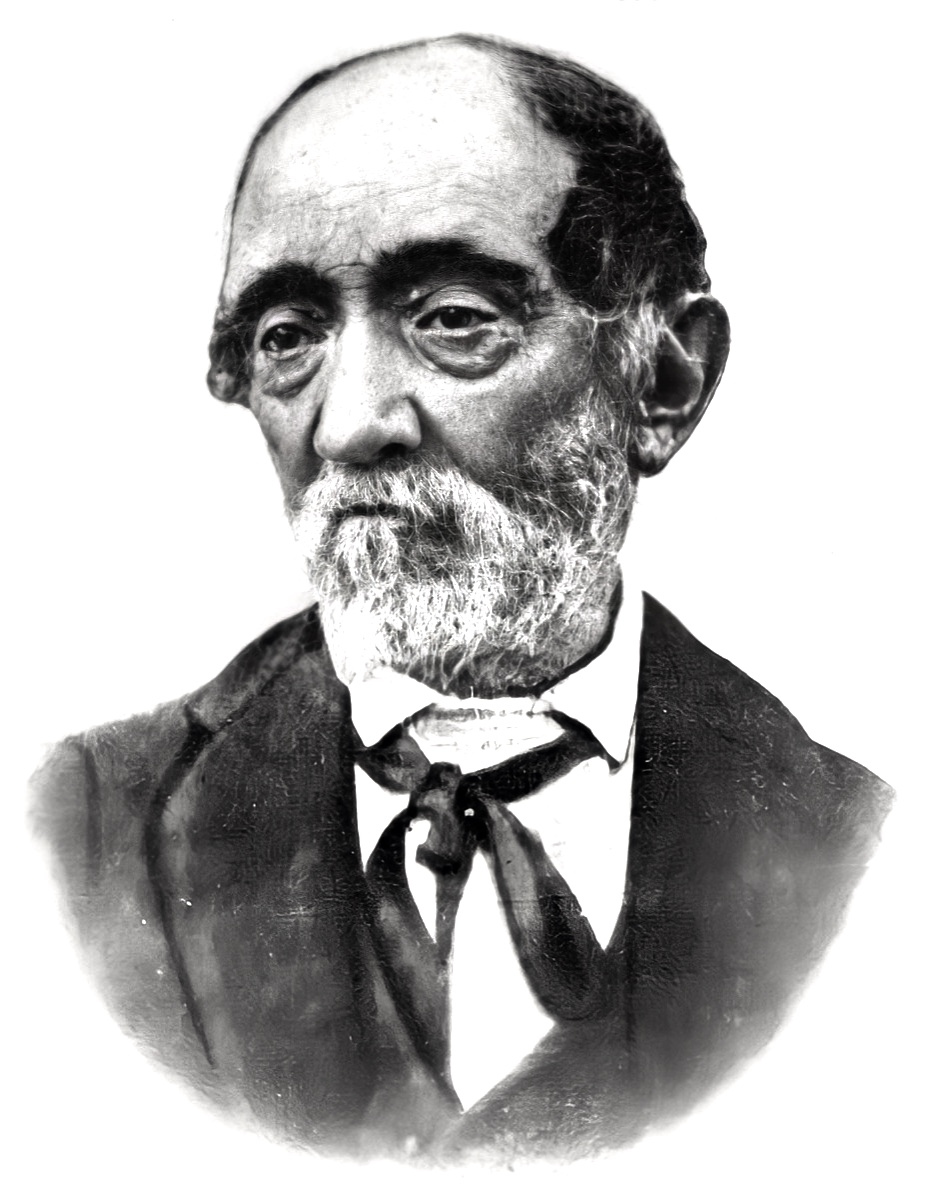
Girolamo de Rada
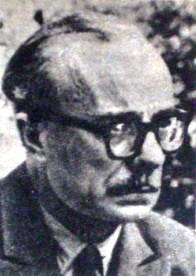
Ernesto Sábato
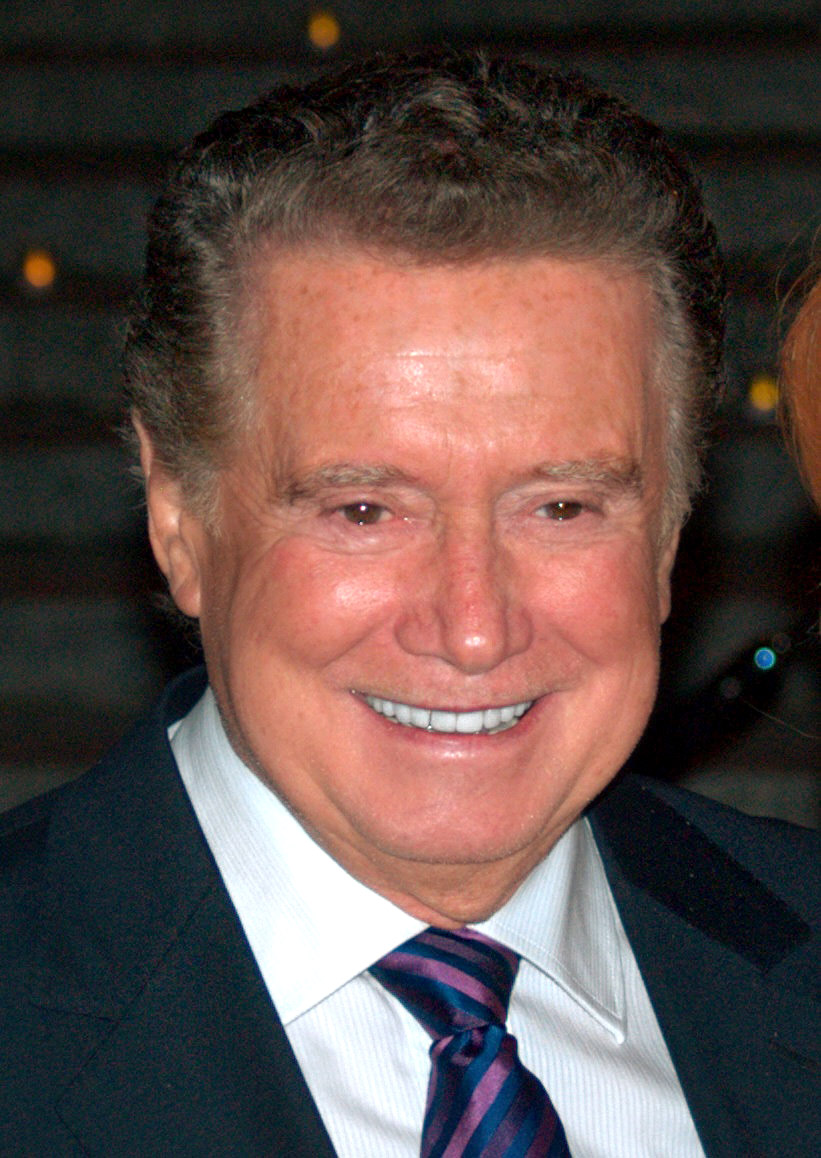
Regis Philbin